# Joe Rokocoko
Josevata Taliga „Joe“ Rokocoko (* 6. Juni 1983 in Nadi, Fidschi) ist ein ehemaliger fidschianisch-neuseeländischer Rugby-Union-Spieler auf der Position des Außendreiviertels und des Innendreiviertel. Er war bis 2010 Stammspieler der All Blacks, der neuseeländischen Nationalmannschaft, danach spielte er neun Jahre lang für Vereine in Frankreich.

## Biografie
Im Alter von fünf Jahren wanderte der in Fidschi geborene Rokocoko mit seiner Familie nach Neuseeland aus und ließ sich in einem Vorort von Auckland nieder. Er gehörte den Juniorennationalmannschaften der U16, U19 und U21 an und wurde 2001 Juniorenweltmeister. Ab 2003 spielte er für die Auckland Rugby Football Union in der neuseeländischen Meisterschaft und für die Blues in der internationalen Liga Super 12 (heute Super Rugby).
Nach sehr guten Leistungen während der Super 12-Saison 2003, die mit dem Gewinn des Meistertitels gekrönt wurden, spielte Rokocoko am 14. Juni 2003 gegen England zum ersten Mal für die Nationalmannschaft. Er kam bei der Weltmeisterschaft 2003 in vier Spielen zum Einsatz, bei der die All Blacks den dritten Platz erreichten. Im gleichen Jahr erzielte er insgesamt 17 Versuche und übertraf den zuvor von Jonah Lomu und Christian Cullen gehaltenen teaminternen Rekord; ebenso egalisierte er damit den vom Japaner Daisuke Ōhata gehaltenen Weltrekord aus dem Vorjahr. Für diese Leistungen zeichnete ihn die internationale Spielervereinigung als Spieler des Jahres 2003 aus.
Damit hatte sich Rokocoko endgültig als Stammspieler der Nationalmannschaft etabliert. Mit Auckland errang er 2005 den neuseeländischen Meistertitel. In den Jahren 2003, 2005, 2006, 2007, 2008 und 2010 gewann er mit Neuseeland das Tri-Nations-Turnier. Er gehörte auch zum Kader bei der Weltmeisterschaft 2007 und der Weltmeisterschaft 2011. Insgesamt erzielte er für die All Blacks 46 Versuche in 68 Test Matches.
Auf die Saison 2011/12 hin unterschrieb Rokocoko einen Vertrag beim französischen Verein Aviron Bayonnais, womit er gemäß den damaligen Verbandsregeln nicht mehr für die Nationalmannschaft spielberechtigt war. Während er zuvor ausschließlich als Außendreiviertel gespielt hatte, wechselte er allmählich auf die Position des Innendreiviertels. Ab der Saison 2015/16 spielte er für Racing 92 und gewann mit diesem Verein sogleich den französischen Meistertitel. Hinzu kam der Europapokal in den Saisons 2015/16 und 2017/18. Im September 2019 erklärte er seinen Rücktritt vom Spitzensport.

## Privates
Rokocoko ist bekannt für seine Geschwindigkeit und physische Stärke. Bei einer Körpergröße von 1,89 m wiegt er rund 100 kg und erreicht in einem 100-Meter-Lauf 10,66 Sekunden. Einige Jahre lang lebte er bei der Familie von Sitiveni Sivivatu; seither bezeichnen sie sich als Cousins, obwohl sie nicht miteinander verwandt sind.